# William Kissam Vanderbilt
William Kissam Vanderbilt I (12 de diciembre de 1849 - 22 de julio de 1920) fue un empresario y filántropo estadounidense. Heredero de la rica saga de los Vanderbilt, gestionó las inversiones ferroviarias de su familia, y también destacó como criador de caballos.

## Primeros años
William Kissam Vanderbilt nació en 1849 en New Dorp, Staten Island (New York). Sus padres fueron Maria Louisa Kissam (1821-1896) y William Henry Vanderbilt (1821-1885), que era el hijo mayor del Comodoro Cornelius Vanderbilt, uno de los principales herederos de su fortuna y un miembro prominente de la familia Vanderbilt, que se convirtió en el norteamericano más rico después de que asumiera la fortuna del Comodoro en 1877 y hasta su fallecimiento en 1885.
Fue el tercero de ocho hermanos: Cornelius Vanderbilt II (1843-1899), Margaret Louisa Vanderbilt (1845-1924), el propio William Kissam, Emily Thorn Vanderbilt (1852-1946), Florence Adele Vanderbilt (1854-1952), Frederick William Vanderbilt (1856-1938), Eliza Osgood Vanderbilt (1860-1919) y George Washington Vanderbilt II (1862-1919).

## Carrera
Vanderbilt heredó 55 millones de dólares (equivalentes a alrededor de 1.9 mil millones de hoy en día) de su padre. Gestionó las inversiones ferroviarias de su familia, y en 1879, después de tomar el control del Gran Hipódromo de P. T. Barnum que estaba en la propiedad del ferrocarril junto al Madison Square, cambió el nombre de las instalaciones a Madison Square Garden.

### Carreras de caballos de pura sangre
Vanderbilt fue uno de los fundadores del The Jockey Club. Fue accionista y presidente de la pista Sheepshead Bay Race Track en Brooklyn; y propietario de una cuadra de carreras exitosa. En 1896, construyó el American Horse Exchange en la calle 50 (Manhattan) con Broadway. En 1911 lo arrendó (y finalmente lo vendió) a la Shubert Organization, que luego lo transformó en el Winter Garden Theatre.
Después de su divorcio de Alva se mudó a Francia, donde construyó un château y fundó la yeguada Haras du Quesnay de caballos de carreras cerca de Deauville, en la famosa región de caballos de la Baja Normandía. Entre los caballos que poseía estaba el célebre semental Maskette (incorporado al Salón de la Fama de la Hípica), adquirido a la Castleton Farm de Lexington (Kentucky) para su granja de cría francesa.
Los caballos de Vanderbilt ganaron varias carreras importantes en Francia, incluyendo:
- Critérium de Maisons-Laffitte: Prestige (1905), Northeast (1907),  Montrose II (1911)
- Critérium de Saint-Cloud: Illinois II (1901), Marigold (1902)
- Grand Critérium: Prestige (1905), Montrose II (1911)
- Grand Prix de Deauville: Turenne (1904), Maintenon (1906)
- Grand Prix de Paris: Northeast (1908), Brumelli (1917)
- Grand Prix de Saint-Cloud: Maintenon (1906), Sea Sick (1908), Oversight (1910)
- Poule d'Essai des Poulains: McKinley (1919)
- Prix de Guiche: Negofol (1909), McKinley (1919)
- Prix de la Forêt: Prestige (1905), Montrose II (1911, empate), Pétulance (1911, empate)
- Prix du Jockey Club: Maintenon (1906), Sea Sick (1908), Negofol (1909), Tchad (1919)
- Prix Eugène Adam: Alpha (1903), Maintenon (1906)
- Prix Boiard: Prestige (1906), Maintenon (1907), Tchad (1920)
- Prix Jean Prat: Prestige (1906)
- Prix Kergorlay: Turenne (1904), Maintenon (1906), Sea Sick (1909, 1910)
- Prix Lagrange: Prestige (1906)
- Prix Morny: Prestige (1905), Messidor III (1909), Manfred (1910)
- Prix Robert Papin: Prestige (1905), Montrose II (1911), Gloster (1912)
- Prix La Rochette: Schuyler (1907), Manfred (1910), Brume (1910), Pétulance (1911)
- Prix Royal-Oak: Maintenon (1906), Reinhart (1910)

## Vida personal

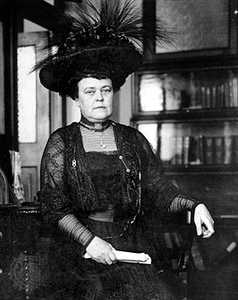
Alva Erskine Smith, primera esposa de William Kissam Vanderbilt

El 20 de abril de 1875, Vanderbilt contrajo matrimonio con su primera esposa, Alva Erskine Smith (1853-1933), quien nació en 1853 en Mobile (Alabama), hija de Murray Forbes Smith, un comerciante comisionista, y de Phoebe Ann Desha, hija a su vez de Representante del Gobierno Robert Desha. La pareja tuvo tres hijos:

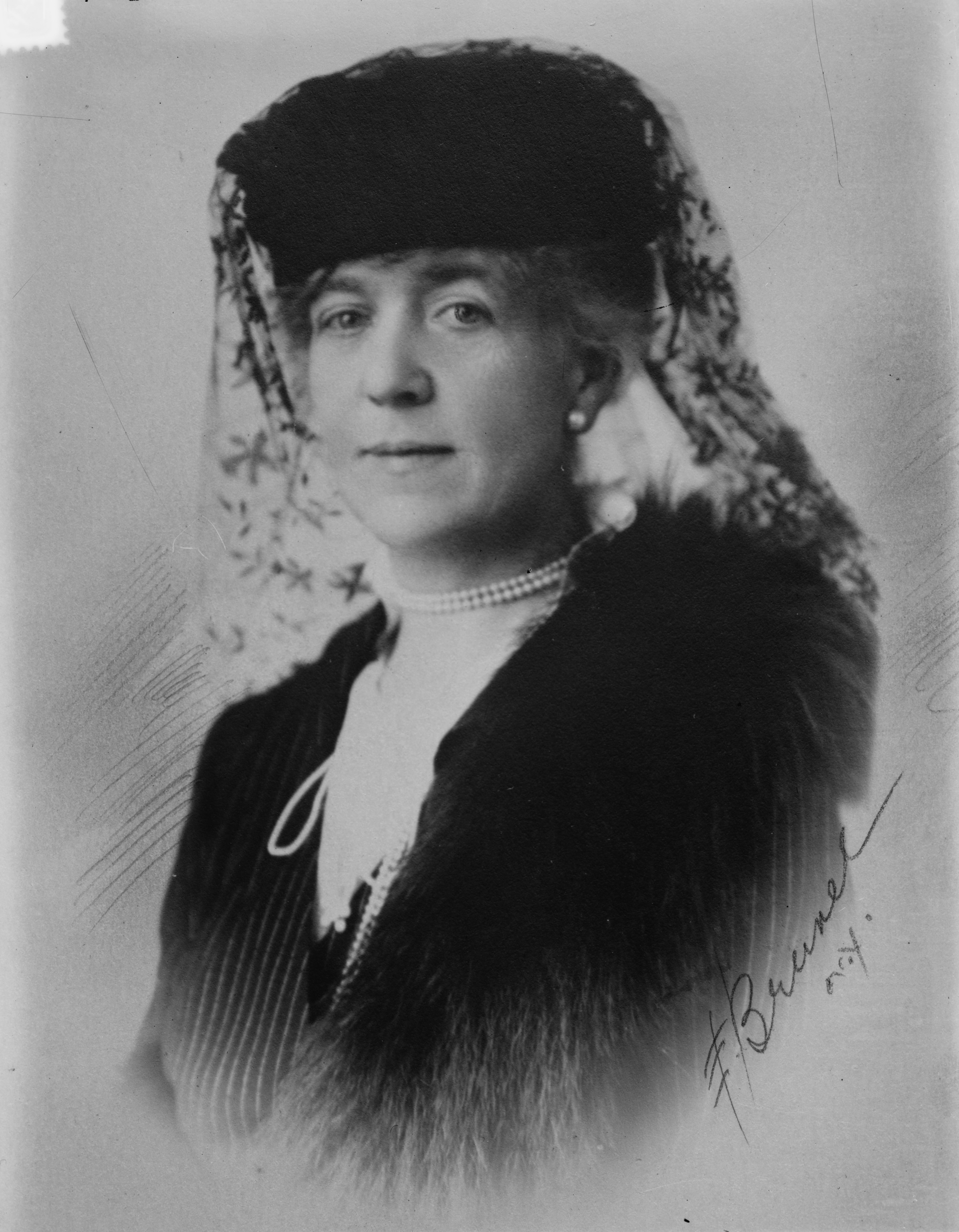
Anne Harriman Sands Rutherfurd, la segunda esposa de William Kissam Vanderbilt, hacia 1915

- Consuelo Vanderbilt (nacida el 2 de marzo de 1877)
- William Kissam Vanderbilt II (nacido el 2 de marzo de 1878)
- Harold Vanderbilt (nacido el 6 de julio de 1884)

Alva más tarde obligó a Consuelo a casarse con Charles Spencer-Churchill, IX duque de Marlborough el 6 de noviembre de 1895. Alva se divorció de Vanderbilt en marzo de 1895, en un momento en que el divorcio era raro entre la élite, y recibió un gran acuerdo financiero que superaba los 10 millones de dólares (equivalente a aproximadamente 370 millones de hoy). Los motivos del divorcio eran denuncias de adulterio contra Vanderbilt. Alva se volvió a casar con uno de sus viejos amigos de la familia, Oliver Hazard Perry Belmont, el 11 de enero de 1896.
En 1903, Vanderbilt se casó con Anne Harriman (1861–1940), hija del banquero Oliver Harriman. Era viuda del deportista Samuel Stevens Sands y de Lewis Morris Rutherfurd, Jr., un hijo del astrónomo Lewis Morris Rutherfurd. Su segundo marido murió en Suiza en 1901. Tuvo dos hijos por su primer matrimonio y dos hijas por su segundo matrimonio. No tuvo hijos de Vanderbilt.

### Residencias

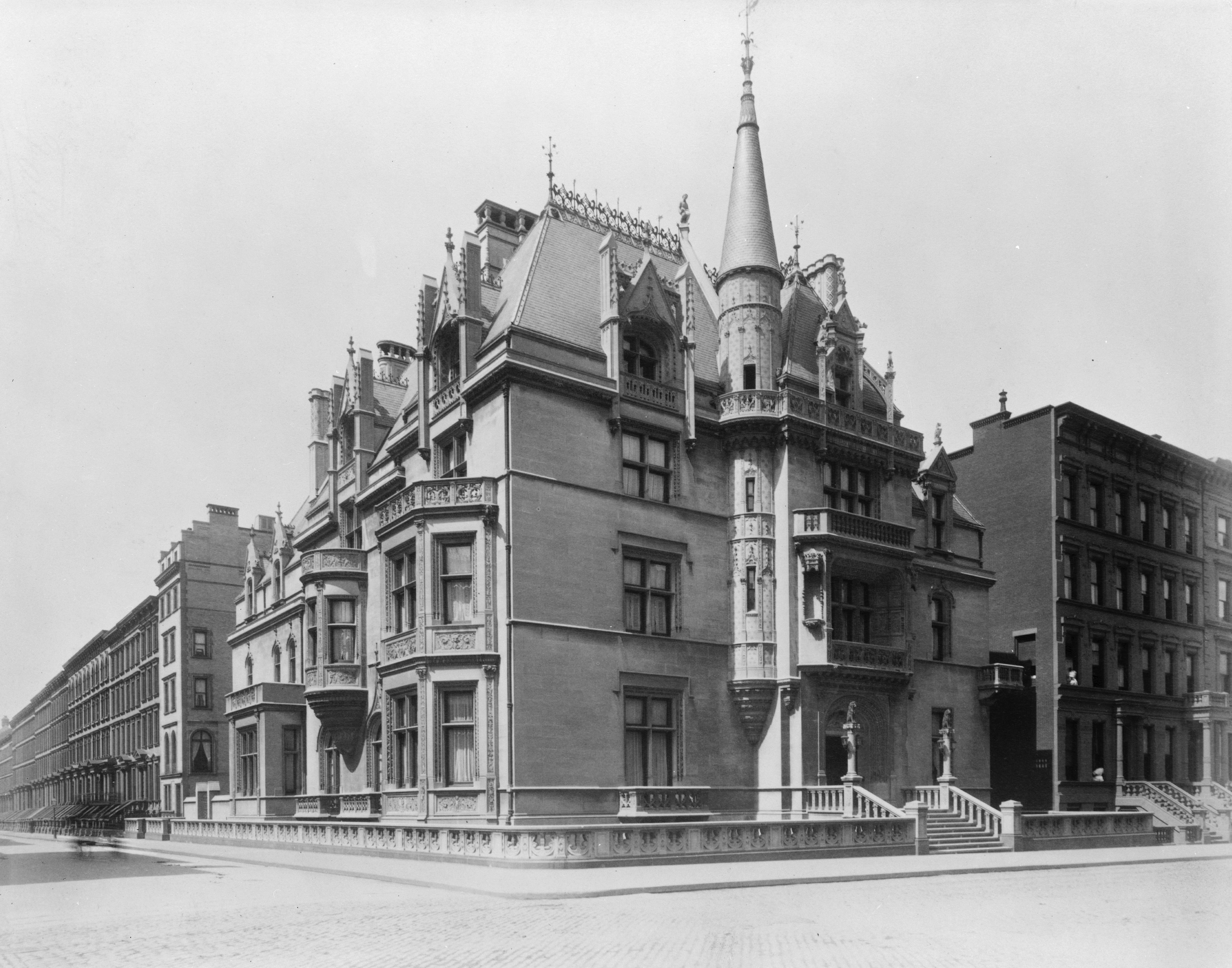
William K. Vanderbilt House en la Quinta Avenida de Nueva York

Como otros Vanderbilt destacados, se construyó unas magníficas mansiones. Sus residencias incluyen Idle Hour (1900) en Long Island y Marble House (1892), diseñada por el arquitecto Richard Morris Hunt, en Newport (Rhode Island). Hunt también diseñó la mansión del 660 Fifth Avenue de Vanderbilt (1883).

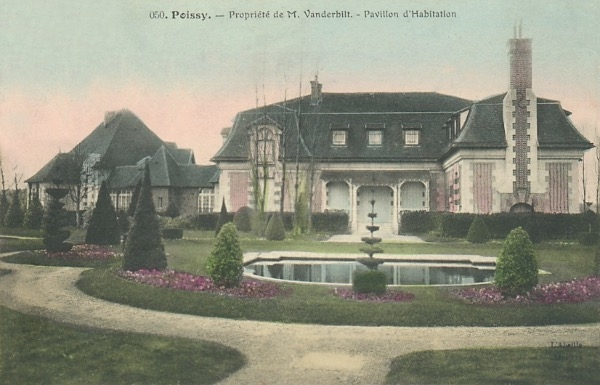
Château Vanderbilt en Carrières-sous-Poissy, Francia.

En 1907, Vanderbilt y su segunda esposa construyeron el Château Vanderbilt, una mansión de estilo Luis XIII junto con tres pistas de carreras para los pura sangre en Carrières-sous-Poissy, a una hora de París en la ruta hacia Deauville, famosa por sus carreras de caballos.
Vanderbilt fue copropietario del yate Defender, que ganó la Copa del América de 1895 y fue el propietario del efímero yate Consuelo. Vanderbilt fue fundador y presidente del New Theatre y miembro del Jekyll Island Club, conocido como The Millionaires Club.
Vanderbilt hizo importantes contribuciones caritativas a la Universidad Vanderbilt, una universidad privada localizada en Nashville llamada así por su abuelo.

### Muerte y legado
- Vanderbilt murió en París, Francia, el 22 de julio de 1920.[1] Sus restos fueron llevados a los Estados Unidos y se enterraron en la bóveda de la familia Vanderbilt en el Cementerio Moravian de New Dorp, Staten Island, Nueva York.[12]

- El retrato de Vanderbilt, pintado por F. W. Wright a partir de una pintura original de Richard Hall entre 1911 y 1921, fue donado a la Universidad de Vanderbilt en 1921; y se conserva en el Kirkland Hall.[10]

- Durante la Segunda Guerra Mundial, el buque carguero de la Clase Liberty de los Estados Unidos, el SS William K. Vanderbilt, fue nombrado en su honor.

- Fue miembro fundador del Jekyll Island Club en Jekyll Island, Georgia.[13]

## Lecturas relacionadas
- Case, Carole - The Right Blood: America's Aristocrats in Thoroughbred Racing (2000) Rutgers University Press ISBN 0-8135-2840-2